# Nino (telenovela)
Nino es una telenovela peruana producida y emitida por Panamericana Televisión de Perú, emitida entre 1996 y 1997. Fue el primer y único remake elaborado por la entonces Panamericana de Ernesto Schütz, que se basó en la historia original escrita por los reconocidos dramaturgos brasileños Geraldo Vietri y Walter Negrão.
Para la readaptación al Perú, a color y realizado en el Coliseo Amauta, estuvo a cargo del productor Humberto Polar Delgado, quien colaboró en otras adaptaciones durante la estadía de los hermanos Delgado Parker, y con el apoyo de los guionistas Gigio Aranda (conocido en un futuro por ser guionista de 1000 Oficios, Así es la vida y Al Fondo Hay Sitio), Rosa Málaga, Rocío Silva Santisteban y Roxana Effio. Además de un elenco de actores mayoritariamente en debut televisivo, entre ellos a Christian Thorsen y Mónica Sánchez como protagonistas.
La telenovela, de estilo más romántico que su predecesor, recibió críticas tibias a negativas en su estreno, principalmente por su falta de calidad en su argumento en plena crisis financiera del canal. Debido a la química de la pareja, Thorsen y Sánchez fueron consolidados en el reparto principal de la serie Al fondo hay sitio trece años después.

## Elenco
- Mónica Sánchez como Blanca
- Christian Thorsen como Dan
- Danny Rosales como Simon
- Ignacio Baladán como Rey
- Cecilia Brozovich como Natalia[8]
- Javier Echevarría como Renato
- Rossana Fernández Maldonado como Sofía
- Hernán Romero
- Mirna Bracamonte
- Noemí del Castillo
- Leonardo Torres Vilar
- José Enrique Mavila
- Giovanni Ciccia
- Cladia Sacha
- Bruno Odar
- Eduardo San Román
- Ricardo Morán[9]
- Laura Reyes
- Gustavo Mayer[10]